# Bilik II
Pour les articles homonymes, voir Bilik.
Bilik II  est un village de l'arrondissement (commune) d'Akono, département de la Méfou-et-Akono dans la région du Centre au Cameroun. 

## Population et société
En 1965, la population de Bilik II était de 226 habitants, principalement des Ewondo. Lors du recensement de 2005, 67 habitants y ont été dénombrés.